# 安原 (弘前市)
安原（やすはら）は、青森県弘前市の地名。郵便番号は036-8162。

## 地理
- 近隣の清原・泉野と同様住宅地で、町の北西に安原団地（雇用促進住宅）がある。一丁目から三丁目まであり、北は清原、北東は大清水、東から東南にかけて泉野、南は広野、南西から西にかけて松原東、北東は学園町に接する。

## 世帯数と人口
2017年（平成29年）6月1日現在の世帯数と人口は以下の通りである。
| 丁目       | 世帯数  | 人口    |
| ---------- | ------- | ------- |
| 安原一丁目 | 190世帯 | 459人   |
| 安原二丁目 | 211世帯 | 504人   |
| 安原三丁目 | 135世帯 | 318人   |
| 計         | 536世帯 | 1,281人 |

## 施設

### 医療
- 板垣接骨院
- 坂本アレルギー呼吸器科医院
- なりた内科クリニック
- やすはら耳鼻咽喉科
- 早川内科肛門科
- 安原田中歯科医院
- ごり動物病院
- ハート調剤薬局弘前安原店

### 商業
- かっぱ寿司弘前安原店
- タイヤ館弘前

## 小・中学校の学区
市立小・中学校に通う場合、学区は以下の通りとなる。
| 町丁       | 番・番地 | 小学校                 | 中学校             |
| ---------- | -------- | ---------------------- | ------------------ |
| 安原一丁目 | 一部     | 弘前市立第三大成小学校 | 弘前市立第三中学校 |
| 安原一丁目 | 一部     | 弘前市立松原小学校     | 弘前市立南中学校   |
| 安原二丁目 | 全域     | 弘前市立松原小学校     | 弘前市立南中学校   |
| 安原三丁目 | 全域     | 弘前市立松原小学校     | 弘前市立南中学校   |

## 交通
- 弘南バス
  - 安原団地、安原一丁目（弘前バスターミナル - 清原・安原 - 小栗山。小栗山 - 清原・安原 - 神田線）停留所。
  - 雇用促進住宅前、安原団地、安原一丁目、安原二丁目、安原三丁目（弘前駅 - 座頭石・自衛隊線）停留所。
  - 雇用促進住宅前、安原二丁目、安原団地（弘前駅 - 安原団地線）停留所。